# Guillaume Gabriel
Guillaume Gabriel est un acteur français né le 23 mars 1980.

## Filmographie

### Cinéma

#### Court-métrage
- 2010 : Douche Franche : Théo Gabriand

### Télévision

#### Téléfilms
- 2003 : Le Prix de l'honneur de Gérard Marx : Lionel Sartre
- 2003 : Demain nous appartient de Patrick Poubel : Jules

#### Séries télévisées
- 2004 - 2006 : Léa Parker : Nicolas
- 2008 : RIS police scientifique : Joggeur Philippe (saison 3, épisode 3)
- 2008 - 2013 : Julie Lescaut : Gilles Garnier
- 2014 : Le Sang de la vigne : Stanislas (saison 5, épisode 3)
- 2017 : Commissaire Magellan : Fabrice Dutertre (saison 9, épisode 1)
- depuis 2023 : Tropiques criminels : Arnaud (saison 5 et 6)